# Sinplus
Sinplus is een Zwitserse muziekgroep.

## Biografie
Sinplus werd bekend na diens overwinning in Die Grosse Entscheidungs Show 2011, de Zwitserse preselectie voor het Eurovisiesongfestival. Met het nummer Unbreakable wisten Ivan en Gabriel Broggini onder andere Lys Assia voor te blijven, de winnares van het allereerste Eurovisiesongfestival in 1956. In mei 2012 vertegenwoordigde Sinplus Zwitserland op het 57ste Eurovisiesongfestival in Bakoe, Azerbeidzjan. Ze kwamen niet verder dan de halve finale, waar ze 11de werden, een plaats te laag voor een deelname aan de finale.